# Bachia scolecoides
Bachia scolecoides là một loài thằn lằn trong họ Gymnophthalmidae. Loài này được Vanzolini mô tả khoa học đầu tiên năm 1961.